# Tetragnatha cephalothoracis
Tetragnatha cephalothoracis este o specie de păianjeni din genul Tetragnatha, familia Tetragnathidae, descrisă de Strand, 1906.
Este endemică în Etiopia. Conform Catalogue of Life specia Tetragnatha cephalothoracis nu are subspecii cunoscute.